# Øster Alling
Øster Alling is een plaats in de Deense regio Midden-Jutland, gemeente Norddjurs, en telt 317 inwoners (2007).